# Yalikavak
Yalikavak − miasto na półwyspie Bodrum (Turcja Egejska). Administracyjnie należy do prowincji Muğla.